# 이반 켈라바
이반 켈라바(크로아티아어: IIvan Kelava, 1988년 2월 20일, 크로아티아 자그레브 ~ )는 최근 A리그 멘의 클럽 멜버른 빅토리에서 골키퍼로 뛰는 크로아티아의 축구 선수다.